# Meloidogyne
Genre
Meloidogyne (nom vernaculaire Nématodes à galle(s), Anguillule des racines ou Nématodes des nodosités des racines) est un genre de nématodes de la famille des Meloidogynidae.
Les représentants de ce genre sont des parasites de plantes largement répandus dans les régions tropicales. Ils prospèrent dans les sols des contrées à climat chaud et hivers courts. Environ 2 000 espèces de plantes sont susceptibles d'être infectées par des nématodes à galles : ces vers sont responsables d'approximativement 5 % des pertes globales de récolte. Les larves infectent les racines et entraînent le développement de galles, elles se nourrissent des photosynthétats et des nutriments du végétal. Si l'infection de plantes adultes ne diminue que leur rendement, l'infection de jeunes plantes peut être fatale.

## Liste des espèces
Selon l'IRMNG (11 mai 2021) :

### Noms acceptés
- Meloidogyne acronea
- Meloidogyne actinidiae Li & Yu, 1991
- Meloidogyne africana Whitehead, 1960
- Meloidogyne aquatilis Ebsary & Eveleigh, 1983
- Meloidogyne arabidicida Lopez & Salazar, 1989
- Meloidogyne ardenensis Santos, 1968
- Meloidogyne arenaria (Neal, 1889)
- Meloidogyne artiellia Franklin, 1961
- Meloidogyne baetica Castillo, Vovlas, Subbotin & Troccoli, 2003
- Meloidogyne brasilensis Charchar & Eisenback, 2002
- Meloidogyne brevicauda Loos, 1953
- Meloidogyne californiensis Abdel-Rahman & Maggenti, 1987
- Meloidogyne camelliae Golden, 1979
- Meloidogyne caraganae Shagalina, Ivanova & Krall, 1985
- Meloidogyne carolinensis Eisenback, 1982
- Meloidogyne chitwoodi Golden, O'Bannon, Santo & Finley, 1980
- Meloidogyne chosenia Eroshenko & Lebedeva, 1992
- Meloidogyne christiei Golden & Kaplan, 1986
- Meloidogyne cirricauda Zhang & Weng, 1991
- Meloidogyne citri Zhang, Gao & Weng, 1990
- Meloidogyne coffeicola Lordello & Zamith, 1960
- Meloidogyne cruciani Garcia-Martinez, Taylor & Smart, 1982
- Meloidogyne cynariensis Pham Thanh Binh, 1990
- Meloidogyne decalineata Whitehead, 1968
- Meloidogyne duytsi Karssen, van Aelst & van der Putten, 1998
- Meloidogyne enterolobii Yang & Eisenback, 1983
- Meloidogyne ethiopica Whitehead, 1968
- Meloidogyne exigua
- Meloidogyne fallax Karssen, 1996
- Meloidogyne fanzhiensis Chen, Peng & Zheng, 1990
- Meloidogyne floridensis Handoo, Nyczepir, Esmenjaud, van der Beek, Castagnone-Sereno, Carta, Skantar & Higgins, 2004
- Meloidogyne fujianensis Pan, 1985
- Meloidogyne graminicola Golden & Birchfield, 1965
- Meloidogyne graminis (Sledge & Golden, 1964)
- Meloidogyne hainanensis Liao & Feng, 1995
- Meloidogyne hapla Chitwood, 1949
- Meloidogyne haplanaria Eisenback, Bernard, Starr, Lee & Tomaszewski, 2003
- Meloidogyne hispanica Hirschmann, 1986
- Meloidogyne ichinohei Araki, 1992
- Meloidogyne incognita (Kofoid & White, 1919)
- Meloidogyne indica Whitehead, 1968
- Meloidogyne izalcoensis Carneiro, Almeida, Gomes & Hernandez, 2005
- Meloidogyne javanica (Treub, 1885)
- Meloidogyne jianyangensis Zhu, Lan, Hu, Yang & Wang, 1990
- Meloidogyne jinanensis Zhang & Su, 1986
- Meloidogyne konaensis Eisenback, Bernard & Schmitt, 1995
- Meloidogyne kongi Yang, Hu & Xu, 1988
- Meloidogyne kralli Jepson, 1984
- Meloidogyne lini Yang, Hu & Xu, 1988
- Meloidogyne lusitanica Abrantes & Santos, 1991
- Meloidogyne mali Itoh, Ohshima & Ichinohe, 1969
- Meloidogyne marioni (Cornu, 1879)
- Meloidogyne maritima Jepson, 1987
- Meloidogyne marylandi Jepson & Golden in Jepson, 1987
- Meloidogyne mayaguensis Rammah & Hirschmann, 1988
- Meloidogyne megadora Whitehead, 1968
- Meloidogyne megatyla Baldwin & Sasser, 1979
- Meloidogyne megriensis (Poghossian, 1971)
- Meloidogyne mersa Siddiqi & Booth, 1992
- Meloidogyne microcephalus Cliff & Hirschmann, 1984
- Meloidogyne microtyla Mulvey, Townshend & Potter, 1975
- Meloidogyne mingnanica Zhang, 1993
- Meloidogyne minor Karssen, Bolk, van Aelst, van den Beld, Kox, Korthals, Molendijk, Zijlstra, van Hoof & Cook, 2004
- Meloidogyne morocciensis Rammah & Hirschmann, 1990
- Meloidogyne naasi Franklin, 1965
- Meloidogyne nataliae Golden, Rose & Bird, 1981
- Meloidogyne oryzae Maas, Sanders & Dede, 1978
- Meloidogyne oteifae Elmiligy, 1968
- Meloidogyne ottersoni (Thorne, 1969)
- Meloidogyne ovalis Riffle, 1963
- Meloidogyne panyuensis Liao, Yang, Feng & Karssen, 2005
- Meloidogyne paranaensis Carneiro, Carneiro, Abrantes, Santos & Almeida, 1996
- Meloidogyne partityla Kleynhans, 1986
- Meloidogyne petuniae Charchar, Eisenback & Hirschmann, 1999
- Meloidogyne pini Eisenback, Yang & Hartmann, 1985
- Meloidogyne platani Hirschmann, 1982
- Meloidogyne poghossianae Kirjanova, 1963
- Meloidogyne propora Spaull, 1977
- Meloidogyne querciana Golden, 1979
- Meloidogyne salasi Lopez, 1984
- Meloidogyne sasseri Handoo, Huettel & Golden, 1994
- Meloidogyne sewelli Mulvey & Anderson, 1980
- Meloidogyne sinensis Zhang, 1983
- Meloidogyne subarctica Bernard, 1981
- Meloidogyne suginamiensis Toida & Yaegashi, 1984
- Meloidogyne tadshikistanica Kirjanova & Ivanova, 1965
- Meloidogyne thailandica Handoo, Skantar, Carta & Erbe, 2005
- Meloidogyne thamesi
- Meloidogyne trifoliophila Bernard & Eisenbach, 1997
- Meloidogyne triticoryzae Gaur, Saha & Khan, 1993
- Meloidogyne turkestanica Shagalina, Ivanova & Krall, 1985
- Meloidogyne ulmi Palmisano & Ambrogioni, 2000
- Meloidogyne vandervegtei Kleynhans, 1988
- Meloidogyne vialae (Lavergne, 1901)

### Synonymes
- Meloidogyne acrita Chitwood, 1949, synonyme de Meloidogyne incognita (Kofoid & White, 1919)
- Meloidogyne bauruensis Lordello, 1956, synonyme de Meloidogyne javanica (Treub, 1885)
- Meloidogyne deconincki Elmiligy, 1968, synonyme de Meloidogyne ardenensis Santos, 1968
- Meloidogyne elegans da Ponte, 1977, synonyme de Meloidogyne incognita (Kofoid & White, 1919)
- Meloidogyne goeldi Lordello, 1951, synonyme de Meloidogyne marioni (Cornu, 1879)
- Meloidogyne grahami Golden & Slana, 1978, synonyme de Meloidogyne incognita (Kofoid & White, 1919)
- Meloidogyne inornata Lordello, 1956, synonyme de Meloidogyne incognita (Kofoid & White, 1919)
- Meloidogyne kikuyensis De Grisse, 1961, synonyme de Spartonema kikuyensis (De Grisse, 1961)
- Meloidogyne kirjanovae Terenteva, 1965, synonyme de Meloidogyne incognita (Kofoid & White, 1919)
- Meloidogyne litoralis Elmiligy, 1968, synonyme de Meloidogyne ardenensis Santos, 1968
- Meloidogyne lordelloi da Ponte, 1969, synonyme de Meloidogyne javanica (Treub, 1885)
- Meloidogyne lucknownica Singh, 1969, synonyme de Meloidogyne javanica (Treub, 1885)
- Meloidogyne wartelli Golden & Birchfield, 1978, synonyme de Meloidogyne incognita (Kofoid & White, 1919)

## Parasite redoutable
Les nématodes à galles constituent l'un des trois genres de nématodes parasites les plus économiquement préjudiciables aux cultures horticoles et céréalières. Ils se rencontrent sous tous les climats chauds à travers le globe et sont les parasites exclusifs des racines de milliers d'espèces de plantes, dont les herbacées et ligneux monocotylédones et dicotylédones. Ce genre inclut plus de 60 espèces, certaines comportant plusieurs variétés. Quatre espèces de Méloidogynes (Meloidogyne javanica, M. arenaria, M. incognita, M. hapla), ainsi que sept espèces indigènes forment à elles seules les principaux parasites dans le monde entier. Le genre Meloidogyne affecte 23 des 43 types de cultures parasitées à travers le monde, s'étendant des cultures extensives (pâturage et céréales) aux récoltes horticoles, ornementales et végétales. Une fois que les nématodes à galles ont contaminé une culture à racines profondes, le contrôle de l'épidémie est difficile et les choix sont limités. Les exploitations tropicales et équatoriales, qui endurent des pertes sévères, recourent de façon systématique aux nématicides chimiques. L'agression de nématode à galles ralentit la croissance des cultures, entraîne un déclin dans la qualité, diminue le rendement et réduit la résistance à d'autres stress (la sécheresse ou d'autres maladies). À un stade ultérieur, c'est la totalité d'une récolte qui peut être perdue : les racines attaquées par le nématode ne sont plus capables d'extraire correctement l'eau ou les engrais du sol, ce qui se traduit par de nouvelles pertes pour l'exploitant.
- Dans le cadre du développement durable et de l'agriculture biologique, un moyen efficace de lutter contre les nématodes est d'amender le sol avec du bois raméal fragmenté ou BRF.

## Éthologie

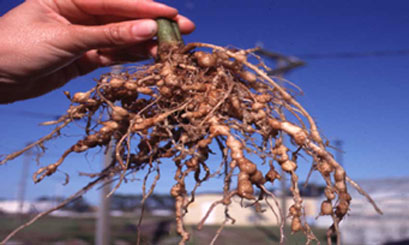
Galles apparues sur des racines attaquées par Meloidogyne

Tous les nématodes traversent une étape embryonnaire, quatre étapes larvaires (J1 - J4) et une étape adulte. Lorsque les nématodes Meloidogyne éclosent des œufs, ils ont un aspect vermiforme et ont déjà atteint le deuxième stade larvaire (J2), la première mue ayant eu lieu dans l'œuf. Les larves nouvellement écloses ne peuvent subsister que peu de temps dans le sol ou dans la rhizosphère des plantes-hôtes, car elles s'alimentent sur leur réserve lipidique stockée dans leur intestin. Ils peuvent soit réinvestir l'hôte contaminé par leur parent ou migrer dans le sol pour trouver une nouvelle racine à contaminer (cf. photo). Un excellent protocole pour l'étude du comportement parasite des nématodes de plantes a été développé en utilisant Arabidopsis thaliana comme hôte modèle. Les premières racines de l'arabette sont petites et transparentes, ce qui permet d'observer le moindre détail directement. La progression et la migration des vers dans la racine ont été étudiées par le zoologue Wyss en 1992 en utilisant le nématode M. incognita. Il a établi que les larves de deuxième stade envahissent la radicelle et progressent à l'intérieur de la racine puis deviennent sédentaires. Les signaux des larves stimulent les cellules du parenchyme végétal situées près de leurs têtes, provoquant une polynucléose. Des cellules végétales géantes se forment ainsi, qui servent à l'alimentation des larves et même des adultes. La croissance des cellules géantes provoque une écorchure du tissu environnant de la racine, dans laquelle la larve en croissance vient se fixer. Les larves s'alimentent d'abord des cellules géantes pendant environ 24 heures après être devenues sédentaires. Elles subissent ensuite des changements morphologiques qui leur donnent une forme boursouflée. Sans s'alimenter davantage, elles subissent alors trois mues successives qui les mènent au stade adulte. Les femelles, qui ont une forme pratiquement sphérique, recommencent à se nourrir et leur système reproducteur se développe. La femelle adulte peut vivre jusqu'à trois mois et pondre des centaines d'œufs. Les femelles peuvent continuer à pondre même après la moisson des plantes hôtes ; entre deux récoltes, l'espèce survit par ses œufs. La durée du cycle de vie est fonction de la température. Pour l'essentiel du cycle de vie du nématode à galles, le taux de développement croît linéairement avec la température, bien qu'il soit possible que certaines étapes, comme le développement des œufs, l'invasion des racines hôtes ou la croissance larvaire aient des optimums légèrement différents. Les espèces du genre Meloidogyne présentent également différentes performances selon la température : le développement de M. javanica est possible entre 13 et 34 °C, avec un optimum à environ 29 °C.

## Kystes
Les femelles des nématodes à galles pondent leurs œufs dans une matrice gélatineuse sécrétée pendant la ponte par six glandes rectales. La matrice forme au début un canal autour des couches externes du tissu de la racine et plus tard entoure les œufs, formant une pellicule étanche qui maintient un niveau d'humidité élevé autour des œufs. En vieillissant, la matrice gélatineuse brunit, et sa consistance passe de celle d'une gelée translucide à celle d'une coquille brun-orangé.

## Ovogenèse et développement
La formation des œufs de M. javanica a été étudiée en détail et est semblable à celle, bien connue, des nématodes migrateurs Caenorhabditis elegans. L'embryogenèse a été également étudiée et les étapes du développement sont facilement identifiables avec un microscope à contraste de phase, après préparation d'un broyat d'œufs. L'œuf lui-même est formé comme une cellule, avec les stades ultérieurs de croissance bien reconnaissables de l'œuf bicellulaire, quadricellulaire, etc. La division cellulaire mène à la formation d'un têtard de forme allongée, qui évolue ensuite vers la forme larvaire de premier stade, dont la taille est approximativement quatre fois celle de l'œuf. Les larves J1 de C. elegans comptent 558 cellules et il est probable que les larves J1 de M. javanica en comportent un nombre égal puisque tous les nématodes sont morphologiquement et anatomiquement semblables. La coquille d'œufs comporte trois couches concentriques : la couche de vitelline extérieure, puis une couche chitineuse et une couche interne de lipide.

## Éclosion
L'éclosion est précédée par une augmentation de la porosité de la coquille de l'œuf, et peut comporter des processus physiques et/ou enzymatiques dans les nématodes parasites de plantes. Si les nématodes à kyste tels que Globodera rostochiensis attendent un signal spécifique aux exsudats des racine-hôtes pour déclencher l'éclosion, les nématodes à galles sont généralement indifférents au comportement de la plante hôte, et éclosent simplement dès que la température est appropriée et que l'eau est disponible. Cependant, dans un amas d'œufs ou un kyste, les œufs n'éclosent pas tous lorsque les conditions sont conformes aux besoins d'une espèce : quelques œufs sont inhibés pour permettre l'éclosion à une date ultérieure. L'inflence des ions ammonium dans l'inhibition de l'éclosion des œufs et la croissance larvaire de M. incognita a été mise en évidence expérimentalement.

## Génomique
Le premier génome d'un nématode à galles, Meloidogyne incognita a récemment été séquencé et analysé par un consortium européen coordonné par une équipe de chercheurs français de l'INRA. Cette espèce a été choisie parce qu'elle est la plus largement distribuée à travers le monde et celle qui cause le plus de dégâts au sein du genre Meloidogyne. Parmi les autres particularités de Meloidogyne incognita, on peut noter que cette espèce se reproduit de manière asexuée et sans réaliser de méiose. L'analyse du génome a montré que la majorité du matériel génétique de cette espèce était présente sous forme de paires de régions similaires mais dont le pourcentage de divergence moyen atteint 8 % au niveau nucléotidique. Cette forte divergence entre les deux copies du génome est à relier au mode de reproduction asexué de ce nématode. Aujourd'hui l'origine même des deux copies du génome demeure un sujet de débat et deux hypothèses sont actuellement avancées:
1. Héritage d'un ancêtre sexué : 
Les deux copies du génome dériveraient des copies maternelles et paternelles héritées d'un ancêtre sexué. Ce dernier aurait "perdu" la capacité de se reproduire sexuellement. En l'absence de sexe les anciens allèles n'évolueraient plus de concert et accumuleraient indépendamment leur lot de mutation. Selon cette hypothèse l'événement de perte de sexualité à nécessairement dû se produire il y a suffisamment longtemps pour permettre aux copies observées aujourd'hui d'atteindre le taux moyen de 8 % de divergence.
2. Hybridation : 
 Selon cette hypothèse, les deux copies présentes chez Meloidogyne incognita proviendraient de l'hybridation entre deux espèces du genre Meloidogyne. Cette hybridation aurait donné lieu a des descendants asexués avec deux génomes sensiblement différents qui auraient pu ensuite diverger davantage au cours du temps.

Ces deux hypothèses sont compatibles avec les observations et la comparaison avec des génomes d'autres espèces du genre Meloidogyne devraient apporter de nouveaux éléments. Notons ici que le génome d'une autre espèce du genre Meloidogyne (M. hapla) vient également d'être séquencé et analysé. Cette dernière espèce est capable de se reproduire sexuellement et possède un spectre de plantes hôtes bien plus réduit que celui de Meloidogyne incognita.
Parmi les autres résultats clés provenant de l'analyse du génome de Meloidogyne incognita, nous pouvons noter la présence d'un éventail complet d'enzymes capables de dégrader les polysaccharides trouvés dans la paroi cellulaire des plantes tels que la cellulose, le xylan et la pectine. Un tel éventail, totalisant 61 enzymes est à ce jour inédit et inégalé dans le monde animal. La plupart de ces enzymes sont complètement absentes des génomes de métazoaires et les traces les plus similaires retrouvées au sein de la biodiversité sont d'origine bactérienne. Des observations similaires, concernant d'autres gènes impliqués dans le pouvoir parasitaire suggèrent que l'acquisition de nouvelles molécules par transfert horizontal de gènes auraient joué un rôle important dans le développement du pouvoir pathogène.
L'analyse du génome montre également que les répertoires de gènes impliqués dans la défense contre les agressions biotiques et abiotiques sont réduits de manière très significative chez M. incognita. Il est possible que cette réduction provienne du mode de vie parasitaire obligatoire de ce nématode qui évolue donc dans un environnement particulier et protégé d'un certain nombre de stress à l'intérieur des racines de plantes.